# Herbert Loveitt
Herbert Arthur Loveitt (Easenhall, Warwickshire, 8 de març de 1874 - Coventry, West Midlands, 18 de febrer de 1909) ser un jugador de rugbi anglès que va competir a cavall del segle xix i el segle xx. El 1900 va prendre part en els Jocs Olímpics de París, on guanyà la medalla de plata en la competició de rugbi, com a integrant de l'equip Moseley Wanderers RFC, que exercia d'equip nacional en aquesta competició.